# S-300VM
L'S-300VM (nome in codice NATO: SA-23a Gladiator \ SA-23b Giant), anche noto come Antey-2500 sul mercato estero, è un sistema da difesa aerea ed antimissile balistico di origine russa, sviluppato dalla Almaz-Antey nel corso degli anni novanta ed entrato in servizio presso le forze armate della Federazione Russa nel 1998.
Progettato per le specifiche esigenze delle forze terrestri, affianca e sostituisce il precedente S-300V nei compiti di difesa aerea contro velivoli ad ala fissa e rotante, bombe a guida laser, missili da crociera e balistici elevando la gittata d'ingaggio a 200 km. Sono state sviluppate due versioni distinte: una ottimizzata per la difesa aerea (nome in codice NATO: SA-23a Gladiator) equipaggiata con quattro missili 9M83M ed una in funzione ABM (nome in codice NATO: SA-23b Giant) equipaggiata invece con una coppia di missili 9M82M.
Costantemente aggiornato nel corso della sua vita operativa, le versioni che ne seguiroono sono state la S-300VM1 e VM2. L'ultima versione, in ordine cronologico, risulta essere la S-300V4 conosciuta all'estero come S-300VMD ed entrata in servizio nel 2014.
Al 2021, gli S-300VM in servizio presso le forze terrestri della Federazione Russa risultano aggiornati allo standard S-300V4.

## Caratteristiche
L'S-300 VM è in grado di ingaggiare simultaneamente fino a 24 bersagli aerodinamici e 48 missili da crociera. La gittata d'ingaggio giunge a 200 km mentre quella di tracciamento è stata spinta a 250 km. L'altitudine di ingaggio è compresa in un range fra i 250 ed i 30.000 metri.

## Impiego operativo
Ad ottobre 2016, una batteria di S-300V4 russi è stata schierata in Siria presso la base navale di Tartus.
A dicembre 2020, il sistema, sempre in versione V4, è entrato in servizio attivo a protezione dello spazio aereo delle isole Curili, nell'estremo oriente russo.

## Composizione
Il sistema S-300VM comprende le seguenti attrezzature:
- 1 posto comando
- 2 radar di scoperta
- 1 stazione di guida multicanale per l'illuminazione dei bersagli (24 contemporaneamente)
- 8 lanciatori 9A82M[6] oppure 12 lanciatori 9A83M[6]
- veicoli di ricarica 9A84M e/o 9A85M

## Versioni
- S-300V: versione base dell'S-300P sviluppata per le forze terrestri
- S-300VM: versione aggiornata dell'S-300V
  - Antey-2500: versione da esportazione
- S-300VMD: versione aggiornata dell'S-300VM 350 km range
- S-300V4: in servizio dal 2014; 400 km di gittata[7][8]
  - Antey-4000: versione da esportazione[9]

## Utilizzatori

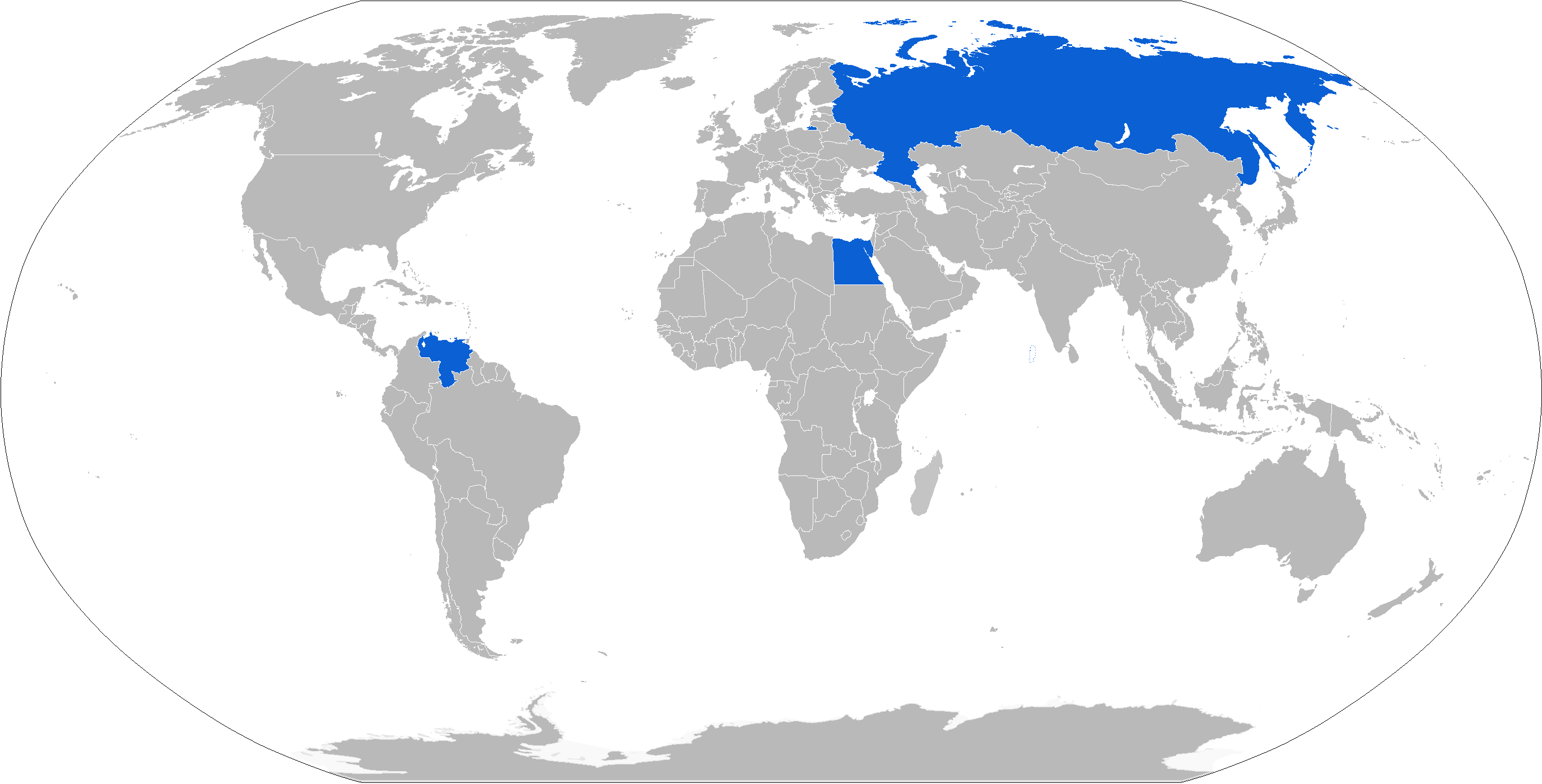
Map with S-300VM operators in blue

### Attuali
- Russia: al 2015, ordinate 3 divisioni di S-300V4[10]
- Egitto: al 2017, 4 batterie di S-300VM[11]
- Venezuela: 2 batterie S-300VM[12]
- India: 6 batterieS-300VM acquistati nel 2006